# Завадский, Норберт Болеславович
Норберт Болеславович Завадский (6 июня 1862, с. Залучье, Орынинская волость, Каменец-Подольский уезд, Подольская губерния, Российская империя — 13 октября 1943, Саратов, Российская СФСР, СССР) — советский физик и педагог.

## Биография

### Происхождение
Норберт Болеславович Завадский родился 6 июня 1862 года в селе Залучье Орынинской волости Каменец-Подольского уезда Подольской губернии Российской империи (ныне — село Подоляны Каменец-Подольского района Хмельницкой области Украины) в семье дворянина Болеслава Францевича Завадского.
Отец Болеслав Завадский окончил всего пять классов гимназии и, не желая учиться дальше, стал хозяйничать в имении своего отца. Женился на бедной гувернантке, что вызвало сильное недовольство его матери (бабушки Норберта). Далее Болеслав Францевич нанялся управлять имением соседнего помещика. После смерти родителей он вернулся в их поместье. Болеслав Завадский имел большую склонность к ремеслам, особенно к изготовлению чемоданов, продажей которых пополнял свой бюджет.
Брат родителей был доцентом Киевского Императорского Университета Святого Владимира, умер молодым от чахотки.

### Обучение
Норберт рано научился читать. Имея слабое сердце, был малоподвижен и в основном сидел над книгами по математике и физике, к которым имел особое пристрастие. Поскольку Норберт делал большие успехи в самообразовании, родители стали приглашать учителей домой и дали сыну неплохое домашнее образование.
Норберт также увлекся слесарным и столярным делом, мастерил игрушки сестре, а себе — физические приборы. Заметив склонность сына к ремеслу, отец решил, что Норберт станет ремесленником, поэтому не стал отдавать его в школу.
Когда Норберту исполнилось 12 лет, отец отвез его к бабушке (по линии матери) в Краков и устроил учеником слесаря Гржиба.
В 1877 году Норберт стал преподавателем математики и рисования в частном пансионе пани Лясковской в Каменце-Подольском. Учился в землемерно-таксаторских курсах, поступил до четвёртого класса Каменец-Подольской гимназии, в 1884 году, в шестом классе, сдал экзамены на аттестат.
Окончил физико-математический факультет Императорского Новороссийского университета в Одессе, со степенью кандидата (1889).
Стажировался в университетах Германии и Франции.

### Трудовая деятельность
Вернувшись из стажировки, Завадский шесть лет работал в Императорском Новороссийском университете. Хотя Норберт Болеславович имел авторитет среди студентов, но из-за политической неблагонадежности его не утверждали на штатной должности.
Когда Завадскому поступило предложение организовать в Чите ремесленное училище, он согласился без колебаний. Именно тогда его отец совсем обнищал, производство и продажа чемоданов потерпело коммерческий крах. Поэтому, продав имение, вместе с сыном отправился в Сибирь. Несмотря на плодотворную работу по организации и обустройству училища, местное губернское начальство недолюбливало Завадского, зная о его политических взглядах, и считало Норберта Болеславовича потенциально опасным. Ситуация стала критической после того, как он нанял на строительные работы местных политических ссыльных. Благодаря «стараниям» губернатора, Завадский вынужден был уехать в Ташкент на должность преподавателя реального училища.
В 1900 году Норберту Болеславовичу неожиданно предложили организовать при ремесленном училище имени цесаревича Николая в Санкт-Петербурге оптико-механическую и часовую школу. Благодаря его опыту организаторской работы, школа открылась уже через два года. За короткое время её было оборудовано по последнему слову тогдашней оптико-механической индустрии. Возглавляемая директором Завадским, школа имела статус и репутацию серьёзного учебного заведения, который непосредственно подчинялся Министерству торговли и промышленности Российской империи.
После Октябрьской революции 1917 года заведение не прекращало учебной и исследовательской работы и подчинялось Народному комиссариату просвещения РСФСР. Несмотря на хорошую учебную базу и преподавательский состав, в 1927 году школу преобразовали в Техническое училище, в 1931 году — техникум повышенного типа. В 1936 году на его базе вырос Ленинградский институт точной механики и оптики, который выпускал сотни специалистов для этой отрасли. Неизменным директором этих заведений был Норберт Завадский.
С началом Великой Отечественной войны большую часть института эвакуировали на восток страны. Небольшую группу преподавателей и студентов, оставшихся в блокадном Ленинграде, возглавил 79-летний Завадский. Они ремонтировали и изготовляли оптические прицелы для пушек и снайперских винтовок, навигационные приборы для самолётов, ухаживали за прожекторами противовоздушной обороны.